# Lahdesjärvi
Lahdesjärvi est un quartier de Tampere en Finlande.

## Description
Lahdesjärvi est situé dans la partie sud de Tampere. 
Le quartier de Lahdesjärvi abrite le magasin Ikea et la stations d'essence ABC. 
Les quartiers voisins de Lahdesjärvi sont Lakalaiva, Nirva, Peltolammi, Multisilta, Vuores et Hallila. 
Lahdesjärvi est situé à environ 4,5 kilomètres au sud du centre de Tampere.
Lahdesjärvi, situé au sud-est de l'intersection de la route Tampere-Helsinki et du périphérique est de Tampere, est un quartier nouveau, dont le plan d'urbanisme a été approuvé en 1994.
Le nom Lahdesjärvi nommait à l'origine une baie séparée par un étroit détroit à l'extrémité nord du lac Särkijärvi.

## Galerie

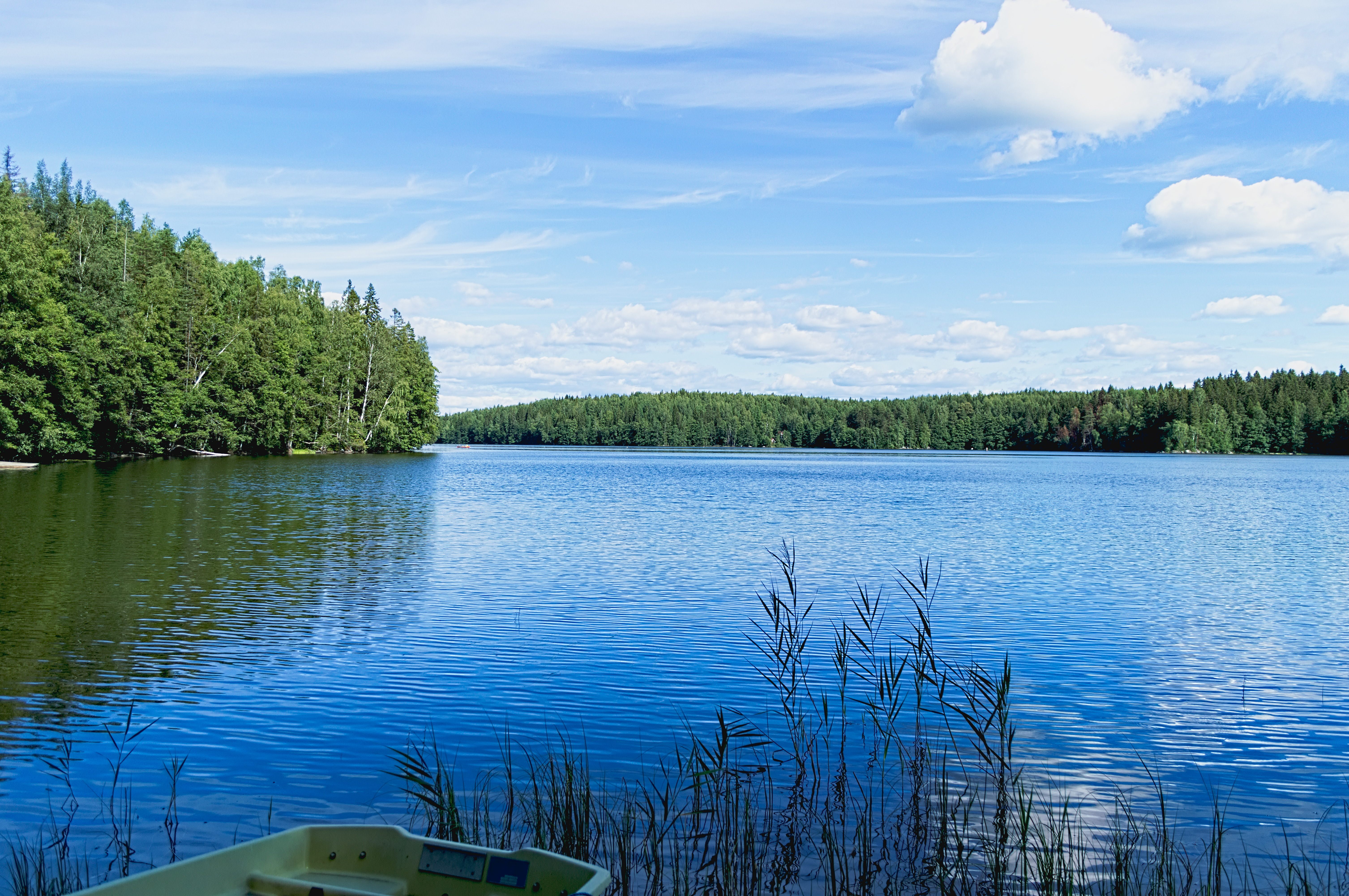
Le lac Särkijärvi à Lahdesjärvi.
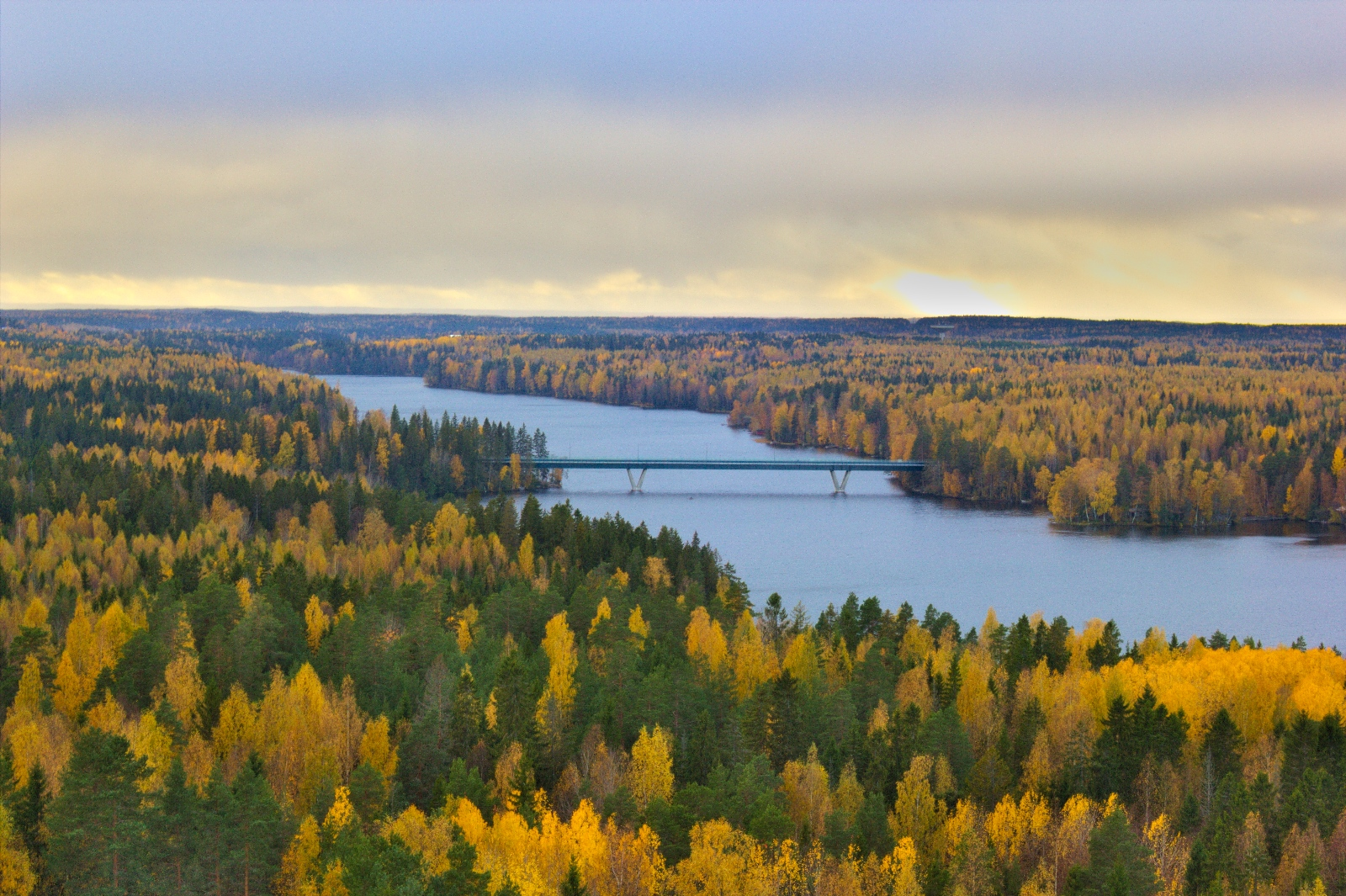
Le lac Särkijärvi vu du château d'eau d' Hervanta.